# Santa Margarida do Sado
Santa Margarida do Sado, antigamente Santa Margarida do Sádão, é uma povoação do Município de Ferreira do Alentejo, Distrito de Beja, que foi sede da extinta Freguesia de Santa Margarida de Sadão que foi extinta pelo decreto-lei nº 27.424, de 31/12/1936 e o seu território integrado na Freguesia de Figueira dos Cavaleiros.
Localizada na margem direita do rio Sado, entre a ribeira de Odivelas e a ribeira de Figueira, em 1839 pertencia ao extinto concelho de Torrão e em 1852, ao concelho (atual município) de Ferreira do Alentejo.
Em Santa Margarida do Sado registaram-se inundações em 2006/2007.

## Património
- Igreja Paroquial de Santa Margarida do Sado
- Ponte de Santa Margarida do Sado